# 畑岡村 (宮城県)
畑岡村（はたおかむら）は、昭和29年（1954年）まで宮城県栗原郡の北東部にあった村。現在の栗原市若柳のうち上畑岡・下畑岡を冠する各字にあたる。

## 沿革
- 明治22年（1889年）4月1日 - 町村制施行にともない、旧来の畑岡村単独で村制施行。
- 昭和29年（1954年）12月1日 - 若柳町・有賀村・大岡村と合併し、新制の若柳町となる。

## 行政
- 歴代村長

| 代 | 氏名           | 就任                       | 退任                       | 備考 |
| -- | -------------- | -------------------------- | -------------------------- | ---- |
| 1  | 早坂保之進     | 明治22年（1889年）4月10日  | 明治29年（1897年）11月5日  |      |
| 2  | 高橋専蔵       | 明治29年（1897年）12月28日 | 明治32年（1899年）1月      |      |
| 3  | 佐々木俊平     | 明治32年（1899年）1月27日  | 明治40年（1907年）1月26日  |      |
| 4  | 二階堂惣左ェ門 | 明治40年（1907年）2月6日   | 昭和17年（1942年）2月5日   |      |
| 5  | 千葉松兵衛     | 昭和17年（1942年）5月11日  | 昭和21年（1946年）11月1日  |      |
| 6  | 小野寺昌徳     | 昭和21年（1946年）11月29日 | 昭和29年（1954年）11月30日 |      |